# Курмансай (Оренбургская область)
Курмансай — село в Домбаровском районе Оренбургской области в составе Домбаровского поссовета.

## География
Находится на расстоянии примерно 8 километров по прямой на запад-юго-запад от районного центра посёлка Домбаровский.

## Климат
Климат резко континентальный. Зима, как правило, малоснежная, суровая, холодная. Самый холодный месяц — январь. Средняя температура января −16,5…−17 °C. Осадки за холодный период года (с ноября по март) составляют около 100 мм. Снежный покров устанавливается в середине ноября и исчезает в конце апреля. Высота снежного покрова менее 30 см. Весна развертывается интенсивно. Быстро нарастает температура и прогревается земля. Безморозный период в среднем составляет 120—135 дней. Лето жаркое, начало обычно засушливое. Средняя температура июля +21,8 °C. Максимальная температура может доходить до +42 °C. Осадки за тёплый период года (с апреля по октябрь) составляют около 100—250 мм. Осенью начинаются утренние заморозки. Понижение температур происходит неравномерно. В конце октября температура опускается ниже нуля.

## История
Село было основано в 1909—1910 году. Основано поселение украинскими поселенцами, наименование перешло от названия обозначенного и утверждённого переселенческого участка Курмансайский (в переводе с казахского языка, означает «овраг или балка на данной местности»). В 1928—1930 годах с центром в пос. Курмансай был организован колхоз «1-е Мая». Значит, вероятнее всего, в порядке укрупнения он слился с колхозом «Свобода» (центр в селе Домбаровка) и стал его подразделением — бригадой. В 1957 году село Курмансай стал центром одного из отделений совхоза «Домбаровский», а с 1976 года в связи с организацией нового совхоза, стало центром одного из отделения совхоза «Заря». С 2005 года село стало центром ООО «Курмансай».

## Население
Постоянное население составляло 311 человек в 2002 году (казахи 56 %), 207 человек в 2010 году.